# Басано ин Теверина
Баса̀но ин Теверѝна (на италиански: Bassano in Teverina) е село и община в Централна Италия, провинция Витербо, регион Лацио. Разположено е на 304 m надморска височина. Населението на общината е 1319 души (към 2010 г.).